# Municipio de Roubidoux (condado de Pulaski)
El municipio de Roubidoux (en inglés: Roubidoux Township) es un municipio ubicado en el condado de Pulaski en el estado estadounidense de Misuri. En el año 2010 tenía una población de 302 habitantes y una densidad poblacional de 1,85 personas por km².

## Geografía
El municipio de Roubidoux se encuentra ubicado en las coordenadas 37°40′49″N 92°13′27″O / 37.68028, -92.22417. Según la Oficina del Censo de los Estados Unidos, el municipio tiene una superficie total de 163.32 km², de la cual 162,46 km² corresponden a tierra firme y (0,53 %) 0,86 km² es agua.

## Demografía
Según el censo de 2010, había 302 personas residiendo en el municipio de Roubidoux. La densidad de población era de 1,85 hab./km². De los 302 habitantes, el municipio de Roubidoux estaba compuesto por el 95,03 % blancos, el 0,33 % eran afroamericanos, el 0,33 % eran amerindios y el 4,3 % eran de una mezcla de razas. Del total de la población el 0,99 % eran hispanos o latinos de cualquier raza.